# Кэмерон, Дэвид
Дэвид Уильям Дональд Кэ́мерон, барон Кэмерон Чиппинг Нортонский (Камерон, англ. David Cameron, Baron Cameron of Chipping Norton; род. 9 октября 1966, Лондон) — британский политик, лидер Консервативной партии (2005—2016), премьер-министр Соединённого Королевства (2010—2016), министр иностранных дел и международного развития Великобритании с 13 ноября 2023 по 5 июля 2024 года.

## Биография

### Детство и образование. Начало политической карьеры
Кэмерон родился в семье брокера аристократического происхождения Иэна Дональда Кэмерона и его жены Мэри Флер (ур. Маунт), в Марилебоне (Лондон). Его родители поженились 20 октября 1962 года. У Дэвида Кэмерона есть брат — Алан Александр и две сестры — Таня-Рэйчел (род. 1965) и Клэр-Луиз (род. 1971).
Иэн Доналд Кэмерон родился в Блэрмор-хаус в деревне Гласс близ Хантли (Абердиншир, Шотландия). Блэрмор-хаус был построен прапрадедом Д. Кэмерона — Александром Геддесом, занимавшимся бизнесом в Америке и вернувшимся в Шотландию в 1880-х годах.
Прапрадед Эмиль Левита (род. 1829, Моргенье), был eвpeйским выходцем из Германии, приехавшим в Манчестер в 1850-х годах, и получившим британское подданство в 1871 году; потомок Элии Левиты (1469—1549). Работал директором Чартеред-банка Индии, Австралии и Китая. Среди родственников Д. Кэмерона также сэр Сэсил Бингэм Левита, председатель окружного совета Лондона (1928).
Мэри Флэр — дочь Уильяма Маунта.
Предки Кэмерона ведут происхождение от английского короля Вильгельма IV и его фаворитки Дороти Джордан, а также имеют английские, шотландские, немецкие и еврейские корни.
С семилетнего возраста Кэмерон посещал частную школу в Винкфилде близ Аскота в Беркшире. С детских лет интересовался искусством.
Окончил Итонский колледж и Оксфордский университет (диплом с отличием), где изучал политику, философию и экономику. В Оксфорде Кэмерон познакомился с Борисом Джонсоном, Джорджом Осборном (канцлер казначейства), Натом Ротшильдом и др.
По окончании университета начал работу в исследовательском отделе Консервативной партии, занимаясь также подготовкой выступлений Джона Мейджора и экономическими вопросами. Был советником при министре финансов Великобритании. В 1993 году Кэмерон начал работу в Министерстве внутренних дел Великобритании. На выборах 1997 года избирался от округа Стаффорд, но потерпел поражение. Семь лет работал в совете управляющих одной из крупнейших медиакомпаний Великобритании.
На выборах 2001 года был избран членом палаты общин от округа Уитни, Оксфордшир. В 2005 году после ухода в отставку Майкла Говарда, под руководством которого партия проиграла парламентские выборы, был избран лидером партии в третьем туре. Во время его лидерства в партии произошёл значительный рост поддержки партии среди избирателей — на фоне падения рейтинга лейбористов.
В первом туре предвыборных дебатов весной 2010 года, по результатам опросов, проиграл Нику Клеггу, лидеру Либеральных демократов, но победил в последнем.
В Палате общин Кэмерон голосовал за начало войны в Ираке, за расследование обстоятельств начала войны в Ираке (в 2006 году), резко против запрета на охоту, за предоставление равных прав представителям сексуальных меньшинств, против предложенных лейбористами антитеррористических законов, против исключения наследственных пэров из Палаты лордов, за полностью избираемую Палату лордов, против запрета на курение, против расширения интеграции в Евросоюз. Несмотря на то, что Кэмерон критиковал экономическую политику лейбористов, в 2008 году он поддержал план правительства Гордона Брауна по борьбе с мировым экономическим кризисом.
Во время войны в Грузии в 2008 году призвал ввести визовые санкции против России и приостановить её членство в Большой восьмёрке.

### Во главе правительства

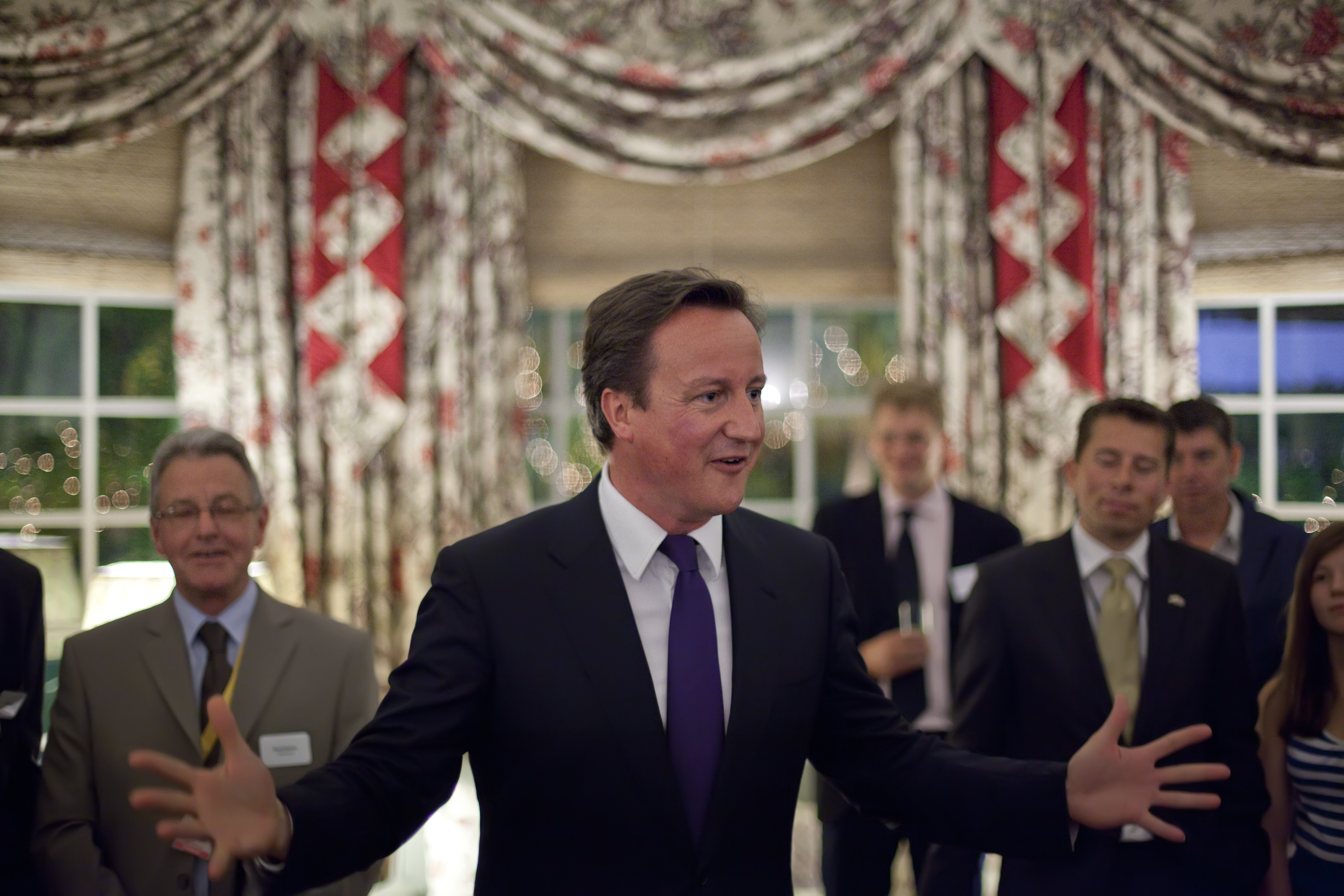
Кэмерон в 2010 году

Вечером 11 мая 2010 года премьер-министр Гордон Браун объявил о своём уходе с постов главы правительства и лидера Лейбористской партии и подал королеве прошение об отставке с поста премьер-министра. В тот же вечер предложение Королевы о формировании правительства получил Дэвид Кэмерон, партия которого набрала наибольшее число мандатов на всеобщих выборах 6 мая 2010 года (но не получила абсолютного большинства в парламенте); Кэмерон объявил о намерении сформировать правящую коалицию с либерал-демократами.
12 мая 2010 года, впервые в послевоенной истории Британии, было сформировано коалиционное правительство; лидер Либеральных демократов Ник Клегг занял пост заместителя премьер-министра. 43-летний Кэмерон стал самым молодым премьер-министром Великобритании с 1812 года, когда правительство возглавил 42-летний граф Ливерпуль.
5 октября 2010 года Кэмерон извинился перед своими избирателями за то, что не смог полностью выполнить своё предвыборное обещание по выплате пособий по уходу за детьми — пособий будут лишены около 1,2 миллиона человек с высоким доходом.
5 февраля 2011 года Кэмерон признал провал политики мультикультурализма в Британии
Вскоре после победы на парламентских выборах 2010 года правительство приступило к реализации программы жёсткой экономии. Одной из важнейших проблем был очень большой дефицит бюджета — 10-11 % от ВВП (по другой методике подсчёта — около 7 % ВВП), и среди стран Евросоюза Великобритания по этому показателю уступала только Греции и Ирландии. Среди ожидавшихся мер было повышение налогов, однако 80 % экономии было достигнуто благодаря сокращению расходной части бюджета. Единственным серьёзным шагом в реформировании налогообложения стало повышение НДС (налога на добавленную стоимость) с 17,5 % до 20 %. От секвестра бюджета не пострадали здравоохранение, среднее образование и проекты развития заморских территорий. В то же время, была втрое (с 3000 до 9000 фунтов в год) повышена максимальная плата за обучение в университетах, а государственное финансирование самих учреждений высшего образования было значительно сокращено. Кроме того, в 2011 году было объявлено о начале реформы Национальной службы здравоохранения. Тем не менее, правительству не удалось снизить дефицит бюджета до планируемых 40 млрд фунтов к 2014 году. Это привело к тому, что за полгода до новых парламентских выборов Кэмерон заявил о необходимости дальнейшего сокращения расходов, хотя основные конкуренты Консервативной партии предлагали более мягкие меры по борьбе с последствиями кризиса. В результате проводимой политики соотношение дефицита бюджета к ВВП заметно сократилось. Однако к 2012 году он по-прежнему превышал 3 % ВВП, а проблемы в экономике сохранялись. Сперва был понижен прогноз по кредитному рейтингу Великобритании со стабильного на негативный, а затем два из трёх ведущих агентств снизили сам рейтинг на одну ступень.
В 2013—2014 годах произошла легализация однополых браков в Великобритании:
- 5 февраля 2013 года Палата общин одобрила закон об однополых браках (400 голосов против 175), а 21 мая одобрила повторно (366 голосов против 161). 4 июня Палата лордов во втором чтении одобрила закон, а 17 июля королева Елизавета II дала королевскую санкцию на вступление закона в силу.
- В сентябре 2013 года однополым парам разрешили усыновлять детей в Северной Ирландии.
- 24 декабря 2013 года под давлением правительства королева Елизавета II посмертно помиловала Алана Тьюринга — знаменитого английского учёного и расшифровщика кодов, осужденного за «грубую непристойность и развратные действия» в 1952 году на гормональную терапию (в 1954 году покончил с собой).
- 4 февраля 2014 года парламент Шотландии одобрил однополые браки, а уже 12 марта королева подписала этот закон. 29 марта закон об однополых браках вступил в силу в Англии и Уэльсе, а 16 декабря — в Шотландии. Легализация однополых браков в гордящейся своим консерватизмом Великобритании вызвала резонанс; например, возглавляемая королевой Великобритании Англиканская церковь осудила эту легализацию.

В 2014 году Кэмерон стал одним из ярых критиков внешней политики России.
По итогам парламентских выборов 7 мая 2015 года Консервативная партия добилась абсолютного большинства, и 11 мая 2015 года Дэвид Кэмерон сформировал однопартийное правительство.
Летом 2015 года началась подготовка к новым сокращениям расходов бюджета — на 25-40 % для большинства министерств. Другими источниками снижения дефицита бюджета канцлер казначейства Джордж Осборн назвал борьбу с уклонением от уплаты налогов, в результате которой планируется пополнять бюджет до 5 млрд фунтов ежегодно, а также ужесточение правил наделения социальным жильём нуждающихся, что, по его словам, позволит сократить расходы на 12 млрд фунтов ежегодно (последнее предложение известно как «налог на спальни» по одному из положений закона).
Дэвид Кэмерон выступил за проведение референдума о членстве Великобритании в составе ЕС. В ходе дебатов перед референдумом выступал за сохранение Великобритании в составе ЕС. 23 июня 2016 года этот референдум состоялся. По итогам референдума о членстве Британии в ЕС, победу одержали сторонники выхода королевства из Европейского союза. После опубликования результатов премьер-министр Дэвид Кэмерон выступил с обращением к нации, где сообщил о своей отставке, которая произойдёт до начала октября 2016 года. Само проведение референдума было повсеместно названо катастрофической ошибкой Кэмерона. После референдума его обвинили в разделении партии и страны. Кэмерон планировал использовать референдум как рычаг давления в переговорах Евросоюзом по многим вопросам, не устраивавшим Великобританию. Он был так уверен в победе сторонников остаться в ЕС, что даже приказал прекратить предварительную оценку последствий выхода из союза.
13 июля 2016 года Дэвид Кэмерон ушел в отставку. Преемником Кэмерона стала глава МВД Великобритании Тереза Мэй. 12 сентября 2016 года Кэмерон объявил об уходе и из Палаты Общин.

## Жизнь после отставки
После ухода с поста премьера подписал контракт на 800 тыс. фунтов стерлингов о создании мемуаров. Его жена, Саманта, за это время открыла собственную марку одежды — Cefinn.
В октябре 2017 года объявлено, что он устроился на работу в американскую компанию First Data, занимающуюся электронными платежами.

## Министр иностранных дел в кабинете Сунака
13 ноября 2023 года в ходе серии кадровых перемещений в правительстве Сунака Дэвид Кэмерон получил портфель министра иностранных дел. В тот же день ему был присвоен королём титул барона, что позволит ему занять место в Палате лордов.
В дополнение к посту министра иностранных дел Кэмерону будет присвоено пожизненное пэрство, что сделает его членом Палаты лордов и первым премьер-министром, получившим титул пэра со времен Маргарет Тэтчер. Это первый случай с 1970 года, когда бывший премьер-министр был назначен на министерский пост, когда Эдвард Хит назначил Алека Дугласа-Хьюма министром иностранных дел. Кроме того, впервые с 1982 года член Палаты лордов занял одну из высших государственных должностей. И впервые когда пожизненный пэр получил пост министра иностранных дел.
5 июля 2024 года после поражения консерваторов на парламентских выборах Кир Стармер сформировал лейбористское правительство, в котором Кэмерон не получил никакого назначения, а портфель министра иностранных дел получил Дэвид Лэмми.
После того, как консерваторы проиграли всеобщие выборы 2024 года, проиграв оппозиционной Лейбористской партией во главе с Киром Стармером, Кэмерона сменил Дэвид Ламми, которого он поздравил. Кэмерон решил уйти из политики, а его бывший заместитель Эндрю Митчелл вместо него  стал теневым министром иностранных дел в теневом кабинете Сунака.

## Семья
С 1996 года Кэмерон женат на представительнице аристократического рода Саманте Гвендолин Шеффилд (род. 18 апреля 1971, Лондон), дочери баронета сэра Реджинальда Адриана Баркелей Шеффилда и Аннабель Люси Вероники Джонс, актрисы. Саманта является потомком Карла II и его известной фаворитки Нелл Гвин. Они поженились 1 июня 1996 в церкви Святого Августина в Кентерберри Оксфордшир. У пары четверо детей; их первенец Авен Реджинальд, родившийся 8 апреля 2002, страдал эпилепсией и умер в возрасте семи лет в 2009 году. Кэмерон имеет двух дочерей Нэнси Гвен (родилась в 2004 году) и Флоранс Роз Энделлион (Florence Rose Endellion) родилась 24 августа 2010, а также сына Артура Элвена (родился в 2006 году). Имя его второй дочери включает название деревни в южной части Великобритании, где любит отдыхать семья Кэмерона.

## Хобби
Дэвид любит готовить, увлекается теннисом, верховой ездой, охотой и футболом. Он болеет за футбольный клуб «Астон Вилла». В декабре 2010 года лично представлял заявку Великобритании на проведение чемпионата мира по футболу 2018 во время финального отбора.
До своего премьерства Кэмерон обычно добирался на место работы на велосипеде, однако в 2006 году был уличён в том, что его вещи перевозит водитель, который следует за велосипедом на автомобиле.

## Награды
- Орден короля Абдель-Азиза I класса (2012)[56]
- Орден «Достык» 1 степени (Казахстан, 2015)[57]